# Asplenium woynarianum
Asplenium woynarianum är en svartbräkenväxtart som beskrevs av Aschers. och Graebn. Asplenium woynarianum ingår i släktet Asplenium och familjen Aspleniaceae. Inga underarter finns listade.